# タイ貢献党
タイ貢献党（タイこうけんとう、タイ語: พรรคเพื่อไทย、Phak Pheu Thai、略称：PT、英語: Pheu Thai Party; For Thais Party）は、タイ王国の政党。新党プアタイあるいはプアタイ党と日本語表記されることもある。
タクシン・シナワットが結成したタイ愛国党の流れをくむ人民の力党を前身とするタクシン派の政党である。

## 概要

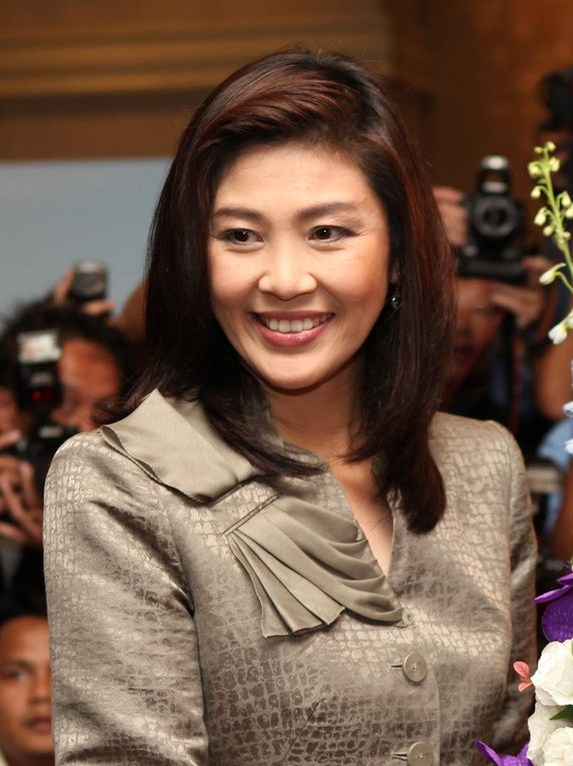
インラック・シナワット

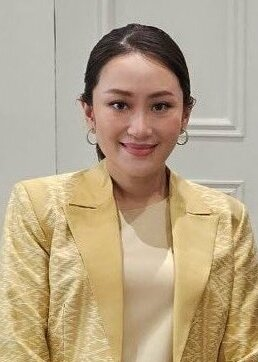
ペートンターン・シナワット

タクシン派の政党である人民の力党に対して、タイ憲法裁判所で解党命令が出されることを見越して、同派の議員の受け皿となるべく2008年に設立された。
2008年12月2日、人民の力党が選挙中の違法行為を理由にタイ憲法裁判所によって解党を命じられると、12月3日、タイ貢献党に旧人民の力党所属国会議員のうち80名が参加を表明した。タクシン派（タイ愛国党→国民の力党）の、事実上の後継政党である。12月7日には、新たに党執行部が選出され、党首にはヨンユット・ウィチャイディット党首代行が正式に選出された。人民の力党解党判決に伴う公民権停止処分を免れた所属国会議員213名中、約190名の議員の移籍が見込まれていた。
12月15日に、下院の臨時議会にて、野党であった民主党党首のアピシット・ウェーチャチーワが、旧連立与党のうち国家貢献党、旧タイ国民党（タイ国民発展党が後継）、旧中道主義党（タイ誇り党が後継）、タイ団結国家開発党と、旧国民の力党ネウィン派（タイ貢献党に不参加の派閥）の賛同を受け、首相に選出された。そのため、タクシン派は7年ぶりに野党に転じた。

### 2011年総選挙勝利と政権復帰
2011年の人民代表院総選挙にて過半数となる265議席を獲得し、2年半ぶりに政権を奪回した。同年8月5日、党代表のタクシン元首相の妹であるインラック・シナワットが首相に就任した。
インラック政権で副首相兼内相を務めていたヨンユット・ウィチャイディット党首は、内務省高官時代における土地の不正取引に関与したとの指摘を受け、2012年10月4日に党首と議員を辞職した。同月30日に行われた臨時党大会で、幹事長であるジャルポン・ルァンスワンを新たな党首に選出した。

### 2014年5月クーデターの後
2014年5月に起きた軍事クーデターの後、ジャルポン・ルァンスワンがクーデターに事実上ボイコットする形で党首を辞任。のちに、ウィロート・パオインが党首代理となり、2018年10月28日に正式な党首に選出された。

### 2023年総選挙
2023年の人民代表院総選挙で141議席を獲得し第2党となった。当初は第1党の前進党など野党8党の枠組による連立政権樹立を目指したが後に離脱。親軍政党2党を含む11党での大連立で合意し、同年8月22日に貢献党所属のセター・タウィーシンが首相に選出された。同年10月27日、タクシンの元首相の次女のペートンターン・シナワットを党首に選出した。
セターのもとでは国防相に非軍人が就き、軍予算も通りにくくなったとされる。不敬罪で訴追され海外に逃亡していたタクシンが帰国、政治活動を事実上再開、影響力が強まるのを恐れた親軍保守系政党の上院議員ら40人が、有罪判決を受けたことのある議員を閣僚に任命したことで憲法上の倫理規定に反するとしてセターの資格に異議を出し憲法裁判所に解任を請求した。2024年8月14日、憲法裁判所は同年4月の内閣改造人事が憲法が規定する倫理基準に違反すると判断し、セターに解職命令を下した。急遽、貢献党と親軍諸政党との協議で連立は維持し貢献党から新首相を出すこととなった。同月16日、後任の首相にタクシンの娘であるペートンタン党首が選出された。法政大の浅見靖仁教授によれば、セターの首相解任はタクシンに対する警告策であったが、タクシンは強気の姿勢を崩さなかったと見ている。